# Марсианские хроники (мини-сериал)
«Марсианские хроники» (англ. The Martian Chronicles) — мини-сериал, состоящий из трёх серий, снятый по роману Рэя Брэдбери «Марсианские хроники». Три последовательных эпизода вышли 27, 28 и 29 января 1980 года на телеканале NBC. Предварительный показ эпизодов состоялся годом ранее, в студии NBC в Бербэнке, штат Калифорния. Во время последовавшей затем пресс-конференции Брэдбери назвал сериал скучным.

## Сюжет
В 1999 году на Марс прибывают первые астронавты с Земли, но оказываются убиты марсианином, приревновавшим к астронавтам свою жену, увидевшую землян во сне. Члены следующей экспедиции погибают из-за того, что попадают под гипноз марсиан, думая, что приземлились в идеализированном городке своего детства, населённом уже умершими любимыми родственниками и друзьями. Участники третьей экспедиции узнают, что на этот раз погибли марсиане, полностью побеждённые случайно попавшим к ним с Земли вирусом ветряной оспы. Марс заселяется колонизаторами с Земли, приносящими на новую планету старые проблемы человечества.

## В ролях
- Рок Хадсон — полковник Джон Уайлдер
- Гейл Ханникат — Рут Вайлдер
- Кристофер Коннелли — Бен Дрисколл
- Даррен Макгейвин — Сэм Паркхилл
- Родди Макдауэлл — отец Стоун
- Бернадетт Питерс — Женевьева Сельцер
- Мария Шелл — Анна Люстиг
- Берни Касей — майор Джефф Спендер
- Николас Хаммонд — Артур Блэк
- Джойс Ван Паттен — Элма Паркхилл
- Майкл Андерсон — Дэвид Люстиг
- Роберт Битти — генерал Халстед
- Джон Финч — Христ
- Джон Кэссиди — Бриггс
- Элисон Эллиотт — Лавиния Сполдинг
- Вадим Гловна — Сэм Хинстон